# Les Mains sales
Les Mains sales (Vuile Handen) is een toneelstuk in zeven delen van Jean-Paul Sartre. Sartre schreef het stuk in 1948 en het werd hetzelfde jaar nog opgevoerd in het Théâtre Antoine te Parijs.

## Samenvatting
Het stuk bestaat uit zeven bedrijven. Het eerste en het zevende bedrijf spelen zich af in 1945, de vijf andere twee jaar eerder, in maart 1943. Elk bedrijf is verdeeld in verschillende scènes.

### Eerste bedrijf
Hugo is een jonge intellectueel uit de burgerij. In 1942 wordt hij lid van de revolutionaire partij van Illyrie (Illyrie wordt hier voorgesteld als een staat in het Germaans-Slavische Oosten). In 1945 wordt hij vrijgelaten uit de gevangenis waar hij twee jaar gevangen zat voor de moord op Hoederer (een van de communistische leiders). Het bevel voor de moord werd gegeven door de partij van Illyrie. Eenmaal uit de gevangenis, vindt hij zijn beschermengel Olga terug. Zij heeft van Louis, een van de andere partijleiders, de toestemming gekregen om de psychische toestand van Hugo te onderzoeken. Zij moet oordelen of hij al dan niet nog inzetbaar is, dat wil zeggen of er hem nog nieuwe missies toevertrouwd kunnen worden. Ze heeft hiervoor tijd tot middernacht. Als Hugo na middernacht niet gered is door Olga, zal hij gedood worden door Louis. Louis is van mening dat Hugo uitgeschakeld moet worden. Volgens hem is Hugo niet meer in staat nog missies uit te voeren. Hugo stemt toe aan Olga zijn missie te vertellen die de partij hem twee jaar eerder toevertrouwde. Het verhaal verplaatst zich dan naar 1943. De lezer wordt ondergedompeld in Hugo’s toenmalige missie.

### Tweede tot zesde bedrijf
In deze periode hoopt Hugo een grote rol te spelen bij de opbouw van de partij. Daarvoor kent hij zichzelf een belangrijke missie toe: het vermoorden van Hoederer, een van de leiders van de proletarische communistische partij. Maar zodra hij Hoederers secretaris is, ontstaat er langzamerhand een vriendschapsband tussen hen en wordt Hugo zich bewust van de menselijkheid van zijn prooi, ook al zullen ze nooit elkaars politieke standpunten delen. Hij probeert Hoederer dan ook van zijn visie te overtuigen, maar tevergeefs. Door zijn band met Hoederer lijkt hij niet meer in staat zijn missie te volbrengen, tot hij hem betrapt met zijn vrouw Jessica. Die ontdekking zet hem ertoe aan Hoederer uiteindelijk toch te vermoorden.

### Zevende bedrijf
In het zevende bedrijf, de ontknoping, verplaatst het verhaal zich opnieuw naar 1945, waar het eerste bedrijf eindigde. Het is bijna middernacht, Louis is onderweg om Hugo te vermoorden indien Olga van oordeel is dat Hugo niet meer inzetbaar is. Op dat moment schetst Olga voor Hugo de situatie van dat moment: de jongeman begrijpt dat het beleid dat Hoederer twee jaar eerder voorstond, in het land is ingesteld, met alle kwalijke gevolgen van dien die Hugo had zien aankomen. Wanneer Olga vertelt dat Hoederer inmiddels tot icoon en visionair historisch personage is verheven, roept Hugo: “Dit moet een grap zijn!”
Olga stelt hem voor zijn misdaad en identiteit te vergeten en met een schone lei te beginnen. Vanaf dat moment wordt hij als een volwaardig lid van de partij beschouwd, die daartoe al de nodige proeven heeft doorstaan. Kortom, hij is opnieuw inzetbaar. Maar Hugo weigert; hij schaamt zich omdat hij Hoederer heeft vermoord zonder te weten waarom, of in elk geval zonder het zelf beslist te hebben; hij schaamt zich omdat hij Olga, zijn beschermengel, altijd blindelings heeft geloofd. Nee, Hugo wil de herinnering aan Hoederer niet in de doofpot steken: enkel door de moord op te eisen zal hij zich bevrijd kunnen voelen en verantwoordelijk voor de moord. Door niet te kiezen voor het spoor van de lafheid en het stilzwijgen (door uiteindelijk uit te roepen: “Nee, ik ben niet inzetbaar!”), bezegelt Hugo tegelijk zijn noodlot.

## Analyse

### Een autobiografisch werk
Les Mains Sales is in feite een autobiografisch drama. Sartre beschrijft hierin de innerlijke intellectuele strijd waarmee hij te kampen kreeg toen hij in 1948 toetrad tot een ‘revolutionaire’ partij. Hij voert Hugo ten tonele, een jonge intellectueel, die zoveel gelijkenissen vertoont met Sartre zelf, dat Sartre hem later zelfs opneemt in zijn autobiografie Les Mots. In sommige replieken van Hugo is zelfs de haat voelbaar die Sartre ervaart tegenover zijn afkomst en toestand. Sartre stelt zijn eigen politieke standpunten in vraag, zoals hij al eerder deed via het personage Garcin in Huis clos.

### Een filosofisch en politiek werk
Sartre trekt in dit werk zijn eigen versie van het ideale marxisme in twijfel. Volgens hem heeft het marxisme geen toekomst en kan het niet tot ontplooiing komen tenzij het wordt geïntegreerd in het existentialisme. Zonder existentialisme is er geen marxisme en dit idee wordt in het stuk vertegenwoordigd door Hugo. Maar het zuivere marxisme is aan het veranderen door de materialistische pragmatiek die binnengedrongen is in deze stroming, wat vertegenwoordigd wordt door Hoederer. Hoederer voert echter een politiek die algemeen toepasbaar is, terwijl Hugo het solipsisme vertegenwoordigt; een extreem filosofisch-idealistisch begrip, dat het 'ik' of het individuele ego en zijn bewustzijn als de enige realiteit ziet.
Hier verwerpt Sartre de twee personages en zoekt hij een oplossing die tussenbeide ligt: een politieke filosofie die het humanisme en de verantwoordelijkheidszin van Hoederer verbindt met de moed van de vastberaden Hugo om 'nee' zeggen.
Het tragische einde, met een soort van metafysische vereniging of zelfs versmelting tussen Hugo en Hoederer (Hugo offert zijn leven op ter ere van Hoederer en komt tegelijk in opstand tegen zijn beleid), symboliseert de wens van Sartre om te komen tot een synthese van het materialisme en het idealisme die ook op politiek vlak tot uitvoering gebracht kan worden.
Sartre, een klassiek voorbeeld van een maatschappijkritisch auteur, filosofeerde over het gebruik van geweld in de revolutie en stelde zichzelf de vraag tot welke prijs een revolutionair zijn idealen in de strijd moet gooien.
Het stuk illustreert de hoop die het communisme bracht, maar die vergruisd werd door de Koude Oorlog. Les Mains sales werd reeds sinds zijn productie niet goed onthaald door de communistische partijen. Het bracht namelijk de onderliggende breuklijnen tussen hen aan de oppervlakte.
Het stuk kan in verband gebracht worden met Les Justes van Albert Camus waarin dezelfde problematiek behandeld wordt, in dezelfde eeuw en in een geschikte historische context.

## Rolverdeling
De première van het stuk vond plaats op 2 april 1948 in Parijs.
- François Périer : Hugo
- Paula Dehelly : Olga
- André Luguet : Hoederer
- Roland Bailly : Slick
- Jacques Castelot : Le Prince
- Michel Jourdan : Ivan de la penia
- Maïk : Frantz
- Marie-Olivier : Jessica
- Christian Marquand : Charles
- Jean Morel : Louis
- Maurice Régamey : Georges
- Jean Violette : Karsky
- Regie: Pierre Valde o.l.v. Jean Cocteau
- Decor: Olga Choumansky
- Opbouw: Émile Bertin en Jean Bertin

## Cinema
Les Mains sales, een film van Fernand Rivers en Simone Berriau uit 1951.